# Findstr
findstr는 컴퓨팅에서 마이크로소프트 윈도우, ReactOS의 명령 줄 인터프리터(셸)의 명령어이다. 컴퓨터 파일 내의 특정 텍스트 문자열을 검색하기 위해 사용한다.

## 문법
```
FINDSTR 플래그 문자열 [드라이브:][경로]파일이름[...]
```

## 예시
실행 중인 서비스들을 file _services.txt에 저장하고 이 저장된 파일에서 network라는 단어가 포함된 줄을 (대소문자 구분 안 함) 검색하는 예시이다.
```
  
@
echo
 off
  
set
 
searchstr
=
network
  net start
>
_services.txt
  FINDSTR /I 
"
%searchstr%
"
 _services.txt
  
pause

```

출력은 다음과 같다:
```
 Network Connections
 Network List Service
 Network Location Awareness
 Network Store Interface Service
 Windows Media Player Network Sharing Service
Press any key to continue . . .

```

## 같이 보기
- 정규 표현식
- 와일드카드 문자
- 도스 명령어 목록
- Find (유닉스)
- Grep